# Bertholdia trigona
Espèce
Bertholdia trigona est une espèce de lépidoptères (papillons) de la famille des Erebidae et de la sous-famille des Arctiinae. On la trouve dans le sud-ouest des États-Unis.

## Noms vernaculaires
Bertholdia trigona a pour noms vulgaires ou vernaculaires :
- en français : papillon tigre équatorien[1]
- en anglais : Grote's bertholdia.

## Étymologie
Le nom trigona vient du latin et signifie "triangle".

## Brouillage de l'écholocalisation
En 2009, des chercheurs américains démontrent que cet insecte "brouille" l'écholocalisation des chauves-souris en émettant des clics ultrasoniques, à raison de 4500 par seconde. Ceci permet à Bertholdia trigona d'être moins détectable par ce prédateur,.